# 日本国とアメリカ合衆国との間の相互防衛援助協定
日本国とアメリカ合衆国との間の相互防衛援助協定（にほんこくとアメリカがっしゅうこくとのあいだのそうごぼうえいえんじょきょうてい、英: Mutual Defense Assistance Agreement between Japan and the United States of America、昭和29年条約第6号）は、日本の岡崎勝男外務大臣とアメリカ合衆国のジョン・M・アリソン駐日大使との間で、1954年3月8日に東京で署名された協定（条約）。本文11箇条と附属書A - Gで構成される。通称として日米相互防衛援助協定、MDA協定 などがある。
アメリカの国内法である相互安全保障法（英: Mutual Security Act; MSA）に基づいて締結されたMSA協定の1つである。なお、「MSA協定」は本協定を含む4つの協定 の総称 であるが、単に本協定のみを指してMSA協定と呼ぶこともある。

## 概要
協定ではアメリカと日本の双方が互いに軍事的に支援することを定めている。具体的には、アメリカが地域における安全保障を維持する為に、日本の国土に米軍を配置することを可能にした。さらに、日本は自らの防衛に責任を果たすよう義務付けられ、防衛の目的でのみ再軍備する事を認められた。協定は1954年5月1日に批准された。
日本はこの協定に基づいて防衛庁設置法・自衛隊法を制定し、保安隊を自衛隊に改組した。また、第3条では供与される物件等についての秘密保持規定が定められており、この実施のため、日本は1954年6月に日米相互防衛援助協定等に伴う秘密保護法（MSA秘密保護法、秘密保護法）を制定した。

## 批准に至る経緯
1953年の朝鮮戦争休戦と前後して、米国はMSA援助を日本にも適用し、日本の再軍備を促進したいと希望するようになる。休戦後、過剰となった兵器を日本に渡し、日本の防衛力を増大することは、米国にとって一石二鳥の妙案だった。これに対して日本側では、財界が朝鮮特需に代わる経済特需をこのMSA援助に期待して乗り気を示していた。ここでは日本再軍備に重点を置く米国側と、経済援助引き出しを狙う日本側の思惑が明らかに食い違っていた。ダレス国務長官は同年7月、「保安隊が最終的には35万人に増強されることを必要とするというのが、米国の現在持っている暫定的構想である」と述べ、8月来日の際、吉田茂首相にこの35万人増強を持ち出したが、吉田はこれに応じなかった。吉田はMSA受け入れの前提として、防衛問題と経済援助で日米間の意見調整をはかる必要があると考え、経済に明るい腹心の池田勇人元蔵相の派米を決意した。その前に日本側の立場を強化するため、再軍備を主張する改進党と協調する必要を認め、池田が大麻唯男とのパイプを使い、吉田と重光葵改進党総裁との会談を実現させた。吉田は防衛に金をかけたくなかったため、池田に米国側の主張を値切る理屈を考え出すように命じた。池田は軍事問題には素人のため、当時大蔵省に出入りしていた元海軍嘱託の天川勇に知恵を出させ、この天川の知恵が米国との交渉で役立ったといわれる。しかし池田は不信任決議が可決されて通産大臣を辞任した過去があったため、国会で不信任を受けた人間をなぜ起用するのかという反発が強く、首相の個人特使という性格の曖昧さも野党から突かれ難航し、当初3月下旬を予定していた渡米は延期された。1953年10月1日、吉田の個人特使の名目で渡米、宮澤喜一と愛知揆一が同行する。
池田・ロバートソン会談で再軍備を巡る交渉（MSA協定）が行われた。池田は大蔵省の側近グループと作成した「防衛力五ヵ年計画池田私案」を提示。交渉はまるで日米戦争だったと例えられるほど激しいもので、当時ワシントンD.C.にいた改進党の中曽根康弘は交渉が始まって20日たった10月20日付の『産経新聞』に「苦境に立つ池田特使」と題した一文を寄せ「ミッドウェー海戦に於ける日本艦隊のようだ。情勢判断の誤りとそれに基づく準備不足」などと辛辣に批判した。しかしアメリカ側の10師団32.5万人、フリゲート艦18隻、航空兵力800機の要求に対して最終的に、10師団18万人の陸上部隊とフリゲート艦10隻、航空兵力518機を5年間で整備という池田の主張が受け入れられた。またMSA援助による5000万ドルの余剰農産物を受け入れ、その売上げを産業資金に貸し出すことを定めた。憲法、経済、予算その他の制約に留意しつつ、自衛力増強の努力を続けると約束し日米間の合意が成立、米国側も日本の努力を認めて、駐留軍を順次撤退させていった。
この会談によって敷かれたレールに沿って1954年3月、MSA関係四協定が調印され、防衛庁新設と、陸上自衛隊・海上自衛隊・航空自衛隊の三自衛隊を発足させる防衛二法が国会に提出され、6月同協定に伴う秘密保護法と防衛二法の公布により、一連の安全保障体制が完結をみた。池田は吉田派内部で新たな指導者として台頭しつつあると米国政府の注目を浴びた。

## 内政への影響
MSA法は朝鮮戦争に対応した「反共軍事同盟」の形成を目的としたものであったが、それは友好国たる米国への政治的経済的従属を強要するものでもあった。米国は1951年のMSA法第550条に農産物取引の一項を加えて新たな余剰農産物輸出機構を創設。MSA法の趣旨は農産物取引条件にも貫徹しており、軍事的性格を持った農産物取引であったが、1954年からこれを日本にも適用してきた。同年3月のMSA協定調印によって日本は小麦60万トンや大麦11万6000トン、脱脂粉乳など総額5000万ドルの米国の余剰農産物を受け入れ、それを三菱商事や兼松、日清製粉などに販売し、その代金を積み立て（見返り資金）、4000万ドルは米国側の取り分として日本に対する軍事援助などに使われ、残り1000万ドルが日本側の取り分として経済復興に使われた。先の自衛隊の発足、再軍備化はこの米国の余剰農産物を活用したものであった。米国としても将来的に余剰農産物の有力なはけ口としての日本を念頭においての戦略でもあった。このとき受け入れた小麦のことを通称「MSA小麦」と呼び、この小麦を国内で消費するため厚生省は日本食生活協会を設立、粉食奨励を「栄養改善運動」の柱にして、学校給食ではパンとミルク（脱脂粉乳）の給食を定着させ、パン食普及に力を入れた。これは終戦直後の食糧難打開のための代用食としての粉食奨励とは違い、積極的に粉食の優位性（米偏重の是正）を説いた運動であり、ここから学校給食のパン食、及び日本の食生活にパン食が入り込み、日本人の食生活が顕著に欧米化した。同時に主食がパンとなるとおかずは味噌汁、漬物というわけにもいかず、どうしても牛乳、肉類、油料理、乳製品という欧米型食生活の傾向となるが、これら食材の供給元である米国の狙いもそこにあった。1954年7月、アイゼンハワー米大統領はMSAを改定し、PL480法案（通称：余剰農産物処理法、正式名称：農業貿易促進援助法）を成立させ、余剰農産物処理をさらに強力に推し進める作戦に出て、最も有望な市場と見られたのが日本であった。当時の日本は戦後復興の足がかりとして、愛知用水や八郎潟干拓、電源開発事業などの大型プロジェクトを実現させる必要に迫られており、この余剰農産物を受け入れた。以後日本の小麦輸入は飛躍的に高まり、安価な外国産小麦の大量輸入で、太刀打ちできない日本の小麦生産農家は生産意欲をなくした。さらに米10万トン、葉タバコ4000トン、飼料11万トンの購入も強要され、1955年に8500万ドル、1956年に6580万ドル分の余剰農産物を購入させられた。購入代金の多くは在日米軍基地増強にあてられ、日本は米国の東南アジア市場支配の一拠点に完全に組み込まれることになった。余剰農産物の輸入は日本の戦後農政に多面的に影響を与えた。日本の米離れ、食料自給率低下もここを始まりとしており、逆に米国は自国の農産物を長期的に継続して日本に輸出する道をここから開き、その後の日米間の農産物貿易自由化を推進させたのである。
さらに、池田・ロバートソン会談の中で池田が主張したといわれる、「日本政府は教育および広報によって日本に愛国心と自衛のための自発的精神が成長するような空気を助長することに第一の責任をもつものである」という一文があり、これが戦後の学校教育に大きな影響を及ぼしたといわれる。1954年の第19回通常国会で「MSA協定」と共に審議可決された「教育二法」では、地方公務員である教職員の政治活動を国家公務員並みに禁止した。「教え子をふたたび戦場に送るな」をスローガンに、戦後民主主義の潮流のもと再軍備反対・平和教育を綱領に掲げてきた日教組の影響を排除することを狙いとしたものであった。その背後には、先の「愛国心と自衛のための自発的精神」を助長する措置の一環があったといわれた。その後も1958年8月、学習指導要領の改定に先駆けた小中学校に道徳の授業が、1960年10月から高校の社会科の授業に「倫理」という科目が置かれ、1958年、学習指導要領における「日の丸・君が代」条項が新設されるなどした。池田・ロバートソン会談は、戦後日本の大きな転換点でもあった。